# 콜로니아 (고대 로마)
콜로니아 (Colonia/복수형 coloniae)는 고대 로마의 지리 용어로, 원래는 정복한 영토를 지키기 위해 세운 전초기지를 가리키는 말이었으나, 종국에는 로마 도시 중에서도 최상위 단계에 도달한 정착도시를 뜻하는 말로 남게 되었다. 오늘날 영어를 비롯한 여러 언어에서 식민지 (colony)의 어원으로 남게 되었다.

## 특징
로마 공화국 시대에는 상비군이 따로 없었기 때문에, 정복한 도시에 시민들을 이주시켜 주둔지의 형태로 관리하였다. 이 당시 콜로니아의 유형은 두 가지였다.
- 로마인 식민지 (coloniae civium Romanorum, 콜로니아이 시비움 로마노룸) / 해양식민지 (coloniae maritimae 콜로니아이 마리티마에) - 연안지대에 지어진 콜로니아로, 오스티아 (기원전 350년)와 리미니 (기원전 268년)가 대표적이다. 식민지의 개척민은 약 300명의 로마 씨족으로 꾸려졌으며, 토지는 조금씩만 분배받았기 때문에 영세 사업을 벌인 것으로 보인다.

- 라틴 식민지 ( coloniae Latinae ) - 적의 영토나 인근 지대에 위치한 군사 요새였으며, 로마인 식민지보다 상당히 큰 규모였다. 이곳 이주민들은 최대 35헥타르에 달하는 큰 영지를 분배받았다. 다만 로마 시민권을 한시적으로 잃게 되며, 영지를 포기하고 로마로 되돌아올 시에만 시민권을 돌려받았다.

기원전 133년부터 공화정 내 트리부누스의 개혁으로, 새로 확보한 콜로니아를 농업 정착지로 삼아, 도시의 빈민이 다시 농부가 될 수 있도록 정착을 지원하게 되었는데, 이 때 세워진 대표적인 콜로니아로는 기원전 122년의 타렌툼을 예시로 들 수 있다.
카이사르와 아우구스투스 재위기에는 로마 군단병으로 복무한 수천 명의 참전 용사들이 제국 내 여러 콜로니아에 자리한 경작지를 하사받았으며, 동시에 해당 지역의 로마화 (라틴어와 로마법, 로마 예절의 전파)를 담당하기도 했다.

## 역사
리비우스에 따르면 로마가 세운 최초의 식민지는 기원전 752년경 라티움의 안템나이와 크루스투에리움으로 전해져 내려온다.
이후 기원전 6세기 시그니아, 기원전 5세기 벨리트라이와 노르바, 기원전 4세기 후반 오스티아, 안티움, 타라키나에 식민지를 세웠다. 이 시기에는 대체로 로마 점령지를 방어하기 위한 목적으로 군사적 식민지를 세웠으며, 포에니 전쟁이 막을 내릴 때까지 지속되었다. 카르타고를 평정하고 다스리게 된 로마령 북아프리카의 콜로니아는, 이탈리아 민족의 이주를 위한 대규모 중심지로 거듭났다. 북아프리카는 로마 제국 내에서도 로마 식민지의 밀도가 가장 높았던 지역으로, 서기 2세기에 이르면 전체 인구의 3분의 1 이상이 이탈리아계 주민이었으며, 전 인구가 완전히 로마화되어 로마계 종교 (로마 신화와 기독교)를 받아들였다.
로마가 세운 시민 식민지 (로마인 식민지)와 라틴 식민지는 그 규모와 구성, 지역이 다양했다. 시민 식민지는 일반적으로 연안에 위치하여, 해양식민지 (coloniae maritimae)라는 이름으로도 알려져 있다. 이들의 규모는 주민수가 300가구 정도로 작았고, 로마시와 가까웠으며, 자체적인 도시 생활을 누리지는 못했다. 영국의 역사학자 셔윈화이트는 아테네의 클레르키아 (정복식민지)와 비슷하다고 보았다. 반면에 라틴 식민지 (coloniae juris latini)는 규모가 훨씬 더 컸고, 라틴인뿐만 아니라 로마 시민권을 보유하지 않은 로마인도 거주하였다. 라틴 식민지가 처음 설립된 것은 라티움 동맹이 결성되면서부터다.
공화정 후기에 들어서면서 호민관 가이우스 그라쿠스를 비롯한 유력인사들이 로마의 땅 없는 시민들을 최근에 정복한 지방의 식민지에 정착시킬 것을 제안하기도 했다. 이 같은 방안은 당대로마인들의 큰 공감을 사면서 계속해서 반복되었지만 실천에 이르지는 못했다. 토지가 없는 로마 시민을 속주에 대규모로 정착시킨다는 아이디어는 제정기에 실현되지 않았을 것으로 보인다.
이탈리아 외부에 건설된 최초의 로마 식민지는 기원전 206년, 제2차 카르타고 전쟁 당시 스키피오 아프리카누스가 히스파니아에 건설한 이탈리카로 추정된다.

### 로마 왕국기
- 기원전 752년 - 라티움의 안템나이, 크루스투메리움
- 기원전 745년 (~737년) - 피데나이
- 기원전 737년 - 카메리아

### 로마 공화국기
- 기원전 396년 - 베이와 피데나이 점령. 새로운 트리부스 4개 편성(스텔라티나, 트로멘타나, 사바티나, 아르니엔시스)
- 기원전 385년 - 사트리쿰 (기원전 346년 소실)
- 기원전 354년~349년 - 티부르, 프라이네스테, 카에레 (라티움) 동맹 조약
- 기원전 332년 -  수트리, 네페테 (라티움)
- 기원전 338년 - 오스티아 식민지와 항구

안티움 지방 내 파렐리 (Falerii), 타르퀴니 (Tarquinii), 카이레 (Caere), 폼프티나 (Pomptina), 포플릴리아 트리부스 (Poplilia tribus)와의 상호방위 조약이 체결되었다.
- 기원전 338년 - 카푸아 주민들이 로마 시민권을 얻음
- 기원전 335년 - 칼레스 (라티움)
- 기원전 332년 - 호민관 2석 신설 (스캅티아, 마이시아)
- 기원전 329년 - 안수르 (라티움)
- 기원전 318년 - 팔레르나 트리부스 성립, 칼레스가 로마와 조약 연장
- 기원전 318년 - 카누시움 (아풀리아)

이 시기 로마시 인근의 작은 마을 (아리키아, 라누비움, 노멘툼, 페둠, 투스쿨룸)이 로마령 도시로 편입되었다. 라틴 이우스 (Latin ius)가 티부르, 프라이네스테, 라비니움, 코라 (라티움)과 조약을, 루스 코메르시 (Lus comercii)가 시르세이, 노트바, 세티아, 시그니아, 네피, 아르데아, 가비와 조약을, 루스 미그라티오니 (Lus migrationi)와 루스 콘누비 (Lus connubii), 우펜티나 트리부스 (Ufentina tribus)가 안티움의 볼스쿠스시 영토 내에 설립되었으며, 프리베르눔, 벨리트라이, 테라키아, 폰디, 포트미아이가 로마와 조약을 맺었다(cives sine suffragio).
- 기원전 303년 - 알바 푸켄스, 카르시올리 (라티움)
- 기원전 313년 - 수에술라, 사티쿨라 (캄파니아)
- 기원전 315년 - 루체리아 (아풀리아)
- 기원전 303년 - 소라 (라티움)
- 기원전 299년 - 네퀴눔 (에트루리아와 움브리아의 나니아/ 나르니)[6]
- 기원전 296년 - 민투르네 (라티움)
- 기원전 291년 - 베노시아 (아풀리아)[7]
- 기원전 290년 - 핀케움 포위 점령, 곧 로마 식민지가 됨
- 기원전 290년경 - 아브루초 아드리아해 연안의 하트리 (아트리아)
- 기원전 269년 - 카스트룸 노붐 피케니, 피케눔 콜로니아 (아브루초)
- (기원전 283년?~) 기원전 289년 - 세나 갈리카 (움브리아)
- 기원전 273년 - 파에스툼 (라티움)
- 기원전 273년 - 코사 (에트루리아)
- 기원전 268년 - 베네벤툼 (삼니움)
- 기원전 268년 - 아리미룸 (아이밀리아)
- 기원전 268년 - 브룬디시움 (풀리아)
- 기원전 264년 - 피르뭄
- 기원전 263년 - 아이세르니아 (삼니움)
- 기원전 247년 - 알시움 (에트루리아)
- 기원전 245년 - 프레게나이 (에트루리아)
- 기원전 222년 - 메디올라눔 (트란소아다나)
- 기원전 218년 - 플라켄티아 (아이밀리아)
- 기원전 218년 - 크레모나 (베네티아 에트 히스트리아)
- 기원전 197년~192년 볼투르눔, 리테르눔, 푸테올리, 살레르눔 (캄파니아) / 시폰툼, 북센툼 (칼라브리아)
- 기원전 196년 - 브릭시아 (베네티아 에트 히스트리아)
- 기원전 193년 - 코피아 (루카니아 에트 브루티)
- 기원전 192년 - 비보발렌티아 (루카니아 에트 브루티)
- 기원전 189년 - 보노니아 (아이밀리아)
- 기원전 184년 - 피사우룸 (움브리아), 포텐티아 로마노룸 (루카니아 에트 브루티)
- 기원전 183년 - 무티나, 파르마 (아이밀리아)
- 기원전 181년 - 아퀼리아 (베네티아 에스 히스트리아), 그라비스카 (라티움)
- 기원전 180년 - 포르투스 피사누스 (에트루리아)
- 기원전 177년 - 루나 (에트루리아)
- 기원전 125년 - 폴렌티아, 바르다카테 (리구리아)
- 기원전 123년~118년 - 하스타, 데르토나 (리구리아)
- 기원전 100년 - 에포레디아 (트란스파다나, 오늘날 피에몬테 지역)
- 기원전 36년 - 타우로메니움 (시칠리아)
- 기원전 21년 - 카티나 (시칠리아)
- 기원전 21년 - 시라쿠사 (시칠리아)
- 기원전 21년 - 테르마이 (시칠리아)
- 기원전 21년 - 틴다리스 (시칠리아)

### 로마 제국기
기존의 식민지는 소규모로 설립되었고, 대대적인 개척이 시작된 것은 로마 제국 시대에 이르러서였다. 내전이 끝나고 십만 명이 넘는 로마군 참전용사를 정착시켜야 했던 초대 황제 아우구스투스는 제국 전역에 걸쳐 대규모 식민지 건설에 나섰다. 그러나 모든 식민지가 새롭게 지어진 도시는 아니어서, 기존에 있던 도시를 점령하여 시민을 정착시키는 경우가 많았으며, 식민화 과정에서 도시의 영역을 확장시켰을 뿐이었다. 그 가운데에는 나중에 대도시로 성장하기도 하였는데, 이를테면 오늘날 독일의 쾰른은 로마 식민지로 건설되어 대도시로 나아간 사례다. 이 시기 지방 도시는 식민지 지위를 획득하여 특권을 부여받을 수 있었다. 세베루스 왕조 이후로는 식민지의 성격이 변화되어 단순히 특수한 지위 (면세 혜택)가 부여된 도시로 정의되었으며, 제정 후기에는 재향군인의 정착지로서의 식민지는 대부분 사라지게 되었다.

## 식민지화의 영향과 유산
로마의 식민지는 재향군인들이 거주하면서 비상시에 소집될 수 있는 예비군 기지 역할을 했다. 그러나 이러한 식민지는 멀리 보면 로마 시민의 규모를 증진시켜 로마군 병력 모집에 보탬이 된다는 점에서 더 큰 역할을 했다.
여기에 로마의 식민지는 제정 초창기에 이탈리아반도 중부와 남부 지방에 라틴어를 전파하는 데 중요한 역할을 했다. 또 식민지 주민들의 삶은 인근 원주민들에게 로마식 생활의 표범이 되었다.

## 현존하는 도시로 발전한 콜로니아 목록
| 현 명칭                             | 당시 명칭 | 현 국가              | 당시 속주                                                    | 건설/편입             | 재위기                               | 비고                                                  |
| ----------------------------------- | --- | -------------------- | ------------------------------------------------------------ | --------------------- | ------------------------------------ | ----------------------------------------------------- |
| 아를                                | 콜로니아 룰리아 파테르나 아렐라텐시스 섹스타노룸 Colonia Iulia Paterna Arelatensis Sextanorum                               | 프랑스               | 갈리아 나르보넨시스 Gallia Narbonensis                       | 기원전 45년           | 율리우스 카이사르                    |                                                       |
| 베오그라드                          | 싱기두눔 Singidunum | 세르비아             | 모이시아 수페리오르                                          | 239년                 |                                      | 기원전 279년경 켈트족이 건설, 기원전 15년 로마 정복   |
| 부다페스트                          | 아퀸쿰 Aquincum | 헝가리               | 판노니아 속주                                                | 41년~54년             |                                      |                                                       |
| 카르테이아                          | 카르테이아 Carteia | 스페인               | 히스파니아 울테리오르                                        | 기원전 171년          | 로마 원로원기                        |                                                       |
| 콜체스터                            | 콜로니아 클라우디아 빅트리켄시스 카물로두눔 Colonia Claudia Victricensis Camulodunum                                        | 영국                 | 브리타니아 / 브리타니아 수페리오르 / 막시마 카이사리엔시스   | 49년                  | 클라우디우스                         |                                                       |
| 쾰른                                | 콜로니아 클라우디아 아라 아그리피넨시움 Colonia Claudia Ara Agrippinensium                                                  | 독일                 | 게르마니아 인페리오르                                        | 50년                  | 클라우디우스                         |                                                       |
| 예루살렘                            | 콜로니아 아일리아 카피톨리나 히에로솔로마 Colonia Aelia Capitolina Hierosoloma                                              | 이스라엘, 팔레스타인 | 유대 속주                                                    | 바르 코크바의 난 이후 | 하드리아누스                         |                                                       |
| 링컨                                | 린둠 콜로니아 / 콜로니아 도미티아나 린덴시움 Lindum Colonia / Colonia Domitiana Lindensium                                  | 영국                 | 브리타니아 / 브리타니아 인페리오르 / 플라비아 카이사리엔시스 | 71년                  | 도미티아누스                         |                                                       |
| 나르본                              | 콜로니아 룰리아 파테르나 클라우디우스 나르보 마르티우스 데쿠마노룸 Colonia Iulia Paterna Claudius Narbo Martius Decumanorum | 프랑스               | 갈리아 / 갈리아 나르보넨시스                                 | 기원전 118년          | 그나이우스 도미티우스 아헤노바르부스 | 기원전 45년 카이사르가 재건설                         |
| 파트라                              | 콜로니아 아우구스타 아카이카 파트렌시스 Colonia Augusta Achaica Patrensis                                                   | Greece               | 아카이아 속주                                                | 악티움 해전 이후      | 아우구스투스                         |                                                       |
| 세빈카라히사르                      | 콜로니아 Κολώνεια | 튀르키예             | 비티니아폰투스                                               | 기원전 1세기          | 폼페이우스                           |                                                       |
| 콜로니아 룰리아 콩코르디아 아파미아 | | 튀르키예             | 비티니아폰투스                                               | 기원전 45년경         | 율리우스 카이사르                    |                                                       |
| 요크                                | 에보라쿰 Eboracum | 영국                 | 브리타니아 / 브리타니아 인페리오르 / 브리타니아 세쿤다       | 3세기 초              | 카라칼라                             |                                                       |
| 메리다                              | 콜로니아 에메리타 아우구스타 Colonia Emerita Augusta                                                                        | 스페인               | 히스파니아 / 루시타니아                                      | 기원전 25년           | 아우구스투스                         | 로마군 알라두아이 제5군단, 게미나 제10군단 재향군인용 |
| 사르미제게투사                      | 콜로니아 울피아 트라이아나 사르미제게투사 Colonia Ulpia Traiana Sarmizegetusa                                               | 루마니아             | 다키아                                                       | 106년~110년           | 트라야누스                           |                                                       |
| 알바이울리아                        | 아풀룸 Apulum | 루마니아             | 다키아                                                       | 180년~192년           | 콤모두스                             |                                                       |
| 클루지나포카                        | 나포카 Napoca | 루마니아             | 다키아                                                       | 2세기 후반            | 콤모두스                             |                                                       |
| 드로베타투르누세베린                | 드로베타 Drobeta | 루마니아             | 다키아                                                       | 198년~208년           | 셉티미우스 세베루스                  |                                                       |
| 지젠                                | 오이스쿠스 Oescus | 불가리아             | 모이시아 인페리오르                                          | 106년~112년           | 트라야누스                           |                                                       |
| 류블랴나                            | 콜로니아 룰리아 아이모나 Colonia Iulia Aemona                                                                               | 슬로베니아           | 일리리쿰                                                     | 기원전 35년           |                                      |                                                       |
| 데벨트                              | 콜로니아 플라비아 판세시스 데울툼 Colonia Flavia Pancensis Deultum                                                          | 불가리아             | 트라키아                                                     | 4황제 이후            | 베스파시아누스                       | 로마 아우구스타 제8군단 재향군인용                    |

## 같이 보기
- 지방 정부 (고대 로마)
- 두움비리
- 고대 로마의 식민지
- 트라키아와 다키아의 고대 도시 목록
- 일리리아의 고대 도시 목록

## 관련 문헌
- Bradley, Guy, and John-Paul Wilson, eds. 2006. Greek and Roman Colonization: Origins, Ideologies and Interactions. Swansea, UK: Classical Press of Wales.
- Broadhead, William. 2007. "Colonization, Land Distribution, and Veteran Settlement." In A Companion to the Roman Army. Edited by Paul Erdkamp, 148–163. Blackwell Companions to the Ancient World. Malden, MA: Blackwell.
- Crawford, Michael H. 2014. "The Roman History of Roman Colonisation." In The Roman Historical Tradition: Regal and Republican Rome. Oxford Readings in Classical Studies. Edited by James H. Richardson and Federico Santangelo.  Oxford; New York:  Oxford University Press.
- Curchin, Leonard A. 1991. Roman Spain: Conquest and Assimilation. London: Routledge.
- Fuhrmann, Christopher J. 2012. Policing the Roman Empire: Soldiers, Administration, and Public Order. Oxford and New York: Oxford Univ. Press.
- Salmon, Edward T. 1955. "Roman Expansion and Roman Colonization in Italy." Phoenix 9.2: 63–75.
- Stek, Tesse D. and Gert-Jan Burgers eds. 2015. The Impact of Rome on Cult Places and Religious Practices in Ancient Italy. Bulletin of the Institute of Classical Studies Supplement 132.   London:  Institute of Classical Studies, University of London.
- Sears, Gareth. 2011. The Cities of Roman Africa. Stroud, UK: History Press.
- Termeer, Marleen K. 2010. "Early Colonies in Latium (ca 534–338 BC): A Reconsideration of Current Images and the Archaeological Evidence." Bulletin Antieke Beschaving 85:43–58.
- Woolf, Greg. 1998. Becoming Roman: The Origins of Provincial Civilization in Gaul. Oxford: Oxford Univ. Press.